# Rue Carlier
La rue Carlier est une rue ancienne du centre de Liège reliant la rue Sur-la-Fontaine à la place Saint-Christophe.

## Odonymie et historique
Depuis 1863, la rue rend hommage à Jean-Guillaume Carlier, né le 3 juin 1638 à Liège où il meurt le 1er avril 1675 , peintre liégeois. Auparavant , la rue s'est appelée la rue du Cimetière et la rue de l'Aîte. Il s'agissait du cimetière dépendant de la paroisse de Saint-Christophe. Le siècle de la création de cette rue n'est pas connu. Mais cette voirie existait très certainement avant le XVIIe siècle.

## Situation et description
Cette courte rue pavée compte une quinzaine d'immeubles. Elle applique un sens unique de circulation automobile de la place Saint-Christophe vers la rue Sur-la-Fontaine. Elle se situe du côté nord de l'église Saint-Christophe.

## Patrimoine
L'église Saint-Christophe.
La petite maison en brique sise au no 8 présente une façade désaxée par rapport au plan de la rue formant ainsi une petite cour grillagée. Cet immeuble bâti à la fin du XVIIIe siècle possède des baies jointives avec encadrements en pierre de taille sur deux niveaux. Cette maison est reprise à l'inventaire du patrimoine culturel immobilier de la Wallonie.
Le rez-de-chaussée de l'immeuble situé au no 3 possède une porte d'entrée et une porte de garage ornées de ferronneries relevant du style Art déco.
Sur la façade de l'immeuble sis au no 5, se trouve une plaque commémorative rendant hommage à l'abbé Émile Boufflette, martyr du camp de concentration de Dora et mort le 14 mars 1945.

## Voies adjacentes
- Rue Sur-la-Fontaine
- Place Saint-Christophe